# Roccalanzona
Roccalanzona è una frazione del comune di Medesano, in provincia di Parma.
La località dista 8,27 km dal capoluogo.

## Geografia fisica
La località sorge in posizione scoscesa, in alta val Dordone; i ruderi dell'antico castello si trovano a una certa distanza a sud del piccolo centro abitato, su un alto sperone di roccia ofiolitica in posizione dominante sulla valle del Ceno; il punto più elevato del territorio di Roccalanzona si trova invece a ovest, nelle vicinanze di Pietra Corva.

## Origini del nome
La località, detta Rocha Petraluizoni nell'XI secolo, nel XV secolo fu ribattezzata Rocha Leone da Pier Maria I de' Rossi, in riferimento al leone rampante, stemma della casata.

## Storia
La prima testimonianza dell'esistenza di un centro abitato a Roccalanzona risale al 1028, quando il castello, edificato probabilmente nel X secolo, fu venduto, unitamente alla cappella e alle proprietà annesse, da Ildegarda, moglie del nobile longobardo Odone, al rettore della chiesa di San Pietro di Paderna.
Nel 1043 tutte le terre, che comprendevano anche i borghi di Vianino e Viazzano, furono donate al monastero di San Savino di Piacenza.
Successivamente il castello fu a lungo conteso fra i Pallavicino e i Vinciguerra di Varano de' Melegari, finché nel 1418 il vescovo Giacomo de' Rossi lasciò nel suo testamento una donazione in denaro alle due famiglie rivali affinché il maniero fosse assegnato ai Rossi; in tal modo il feudo fu annesso alle proprietà di Pier Maria I de' Rossi.
Nel 1464 Pier Maria II de' Rossi destinò nel suo testamento Roccalanzona al figlio Guido. Quest'ultimo, alla morte del padre nel 1482, durante la guerra dei Rossi, respinse dal castello i due distinti attacchi da parte di Niccolò Pallavicino e di Sforza Secondo Sforza, che si ritirò dopo aver incendiato per rappresaglia alcune case del vicino borgo; ciò non bastò tuttavia a capovolgere l'esito disastroso del conflitto, che costrinse Guido a rinunciare a tutte le sue terre; il maniero di Roccalanzona fece atto di sottomissione a suo fratello Bertrando de' Rossi, conte di Berceto, che morì senza eredi nel 1502, lasciando i suoi beni al nipote Troilo, conte di San Secondo.
Nel 1635 il duca di Parma Odoardo I Farnese bandì dallo Stato il marchese Troilo IV de' Rossi e confiscò tutte le sue terre; nel 1657 il fratello Scipione I riuscì con l'aiuto del re Filippo IV di Spagna a convincere il duca Ranuccio II ad annullare il decreto del 1635, a fronte tuttavia di un pesantissimo indebitamento; di conseguenza, nel 1666 il marchese fu costretto a vendere tutti i feudi appenninici, tra cui Roccalanzona, alla Camera ducale di Parma.
Nel 1692 il duca Ranuccio II assegnò il castello alla famiglia Ercolani della Rocca di Senigallia, che ne mantenne i diritti fino all'abolizione del feudalismo sancita da Napoleone per il ducato di Parma e Piacenza nel 1805.
Roccalanzona fu quindi aggregata al comune di Varano de' Melegari, da cui si staccò nel 1873, per passare al comune di Medesano.

## Monumenti e luoghi d'interesse

### Chiesa di San Michele Arcangelo

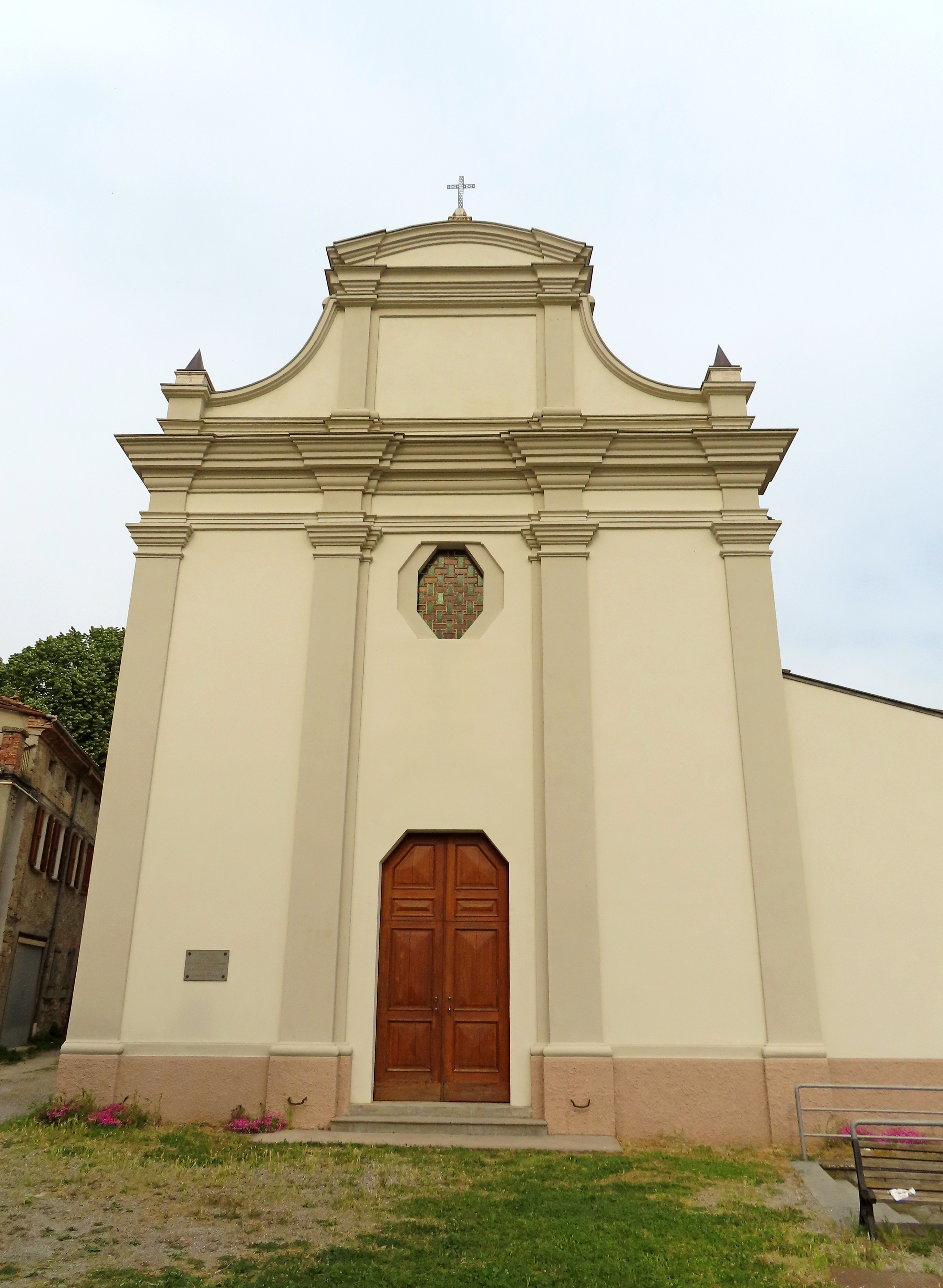
Chiesa di San Michele

Edificata in stile barocco tra il 1670 e il 1715 in sostituzione della cappella medievale del castello abbandonata in quegli anni, la chiesa fu ristrutturata in più riprese nel XIX secolo e arricchita del campanile nel 1843; decorata internamente in forme neorinascimentali nel 1933, fu restaurata esternamente nel 2017. Il luogo di culto conserva varie opere di pregio, tra cui una croce astile bronzea duecentesca, una statua della Madonna dell'Annunciazione realizzata entro il XIV secolo e alcuni dipinti.

### Castello

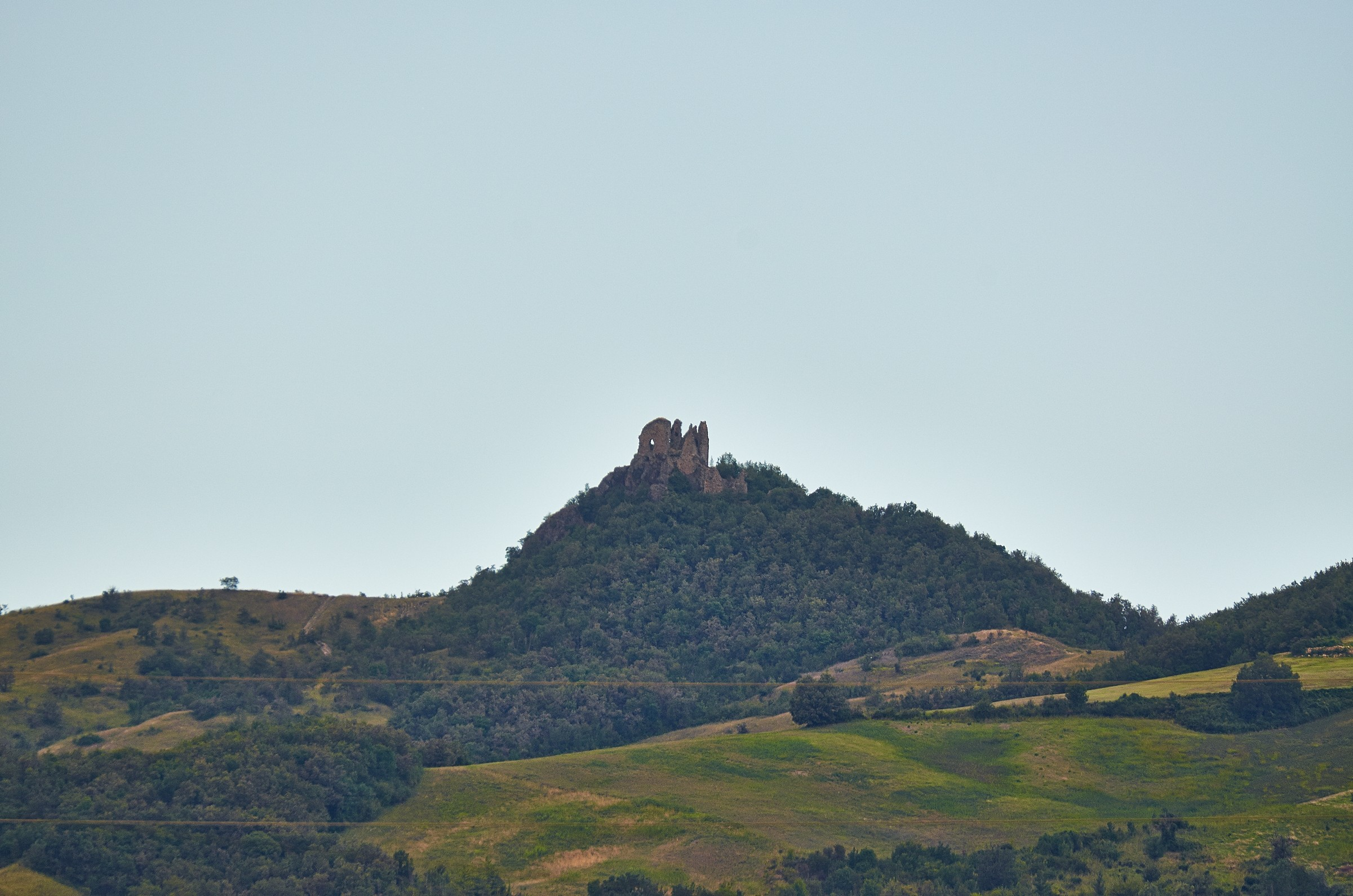
Ruderi del castello

Costruito probabilmente nel X secolo dai Longobardi, appartenne in seguito alla chiesa di Paderna e al monastero di San Savino di Piacenza; a lungo conteso fra i Pallavicino e i Vinciguerra, nel 1418 fu assegnato ai Rossi; sopravvissuto ai pesanti attacchi subiti durante la guerra dei Rossi, il possente maniero appartenne quasi ininterrottamente alla casata fino al 1666, quando fu ceduto alla Camera ducale di Parma, che nel 1692 lo assegnò alla famiglia Ercolani della Rocca; profondamente degradato già all'epoca, oggi se ne conservano soltanto i ruderi su uno sperone di roccia ofiolitica.

### Pietra giubilare di Roccalanzona
Realizzata nel 1300, la pietra fu riscoperta nel 1834 nella località di Pagano, a circa 1 km dal castello, ma proviene probabilmente dalla prima chiesa di San Michele Arcangelo annessa al maniero; suddivisa in due distinte parti, l'opera è coperta da un'iscrizione riferibile all'istituzione da parte del papa Bonifacio VIII del primo Giubileo del 1300; conservata in originale nella Galleria nazionale di Parma, una sua copia è oggi esposta nel Museo di Storia e Civiltà di Varano de' Marchesi.